# Santo Domingo de Pirón
Santo Domingo de Pirón es un municipio y localidad española de la provincia de Segovia, en la comunidad autónoma de Castilla y León. Tiene una superficie de 27,64 km². Está situado junto al río Pirón.

## Geografía

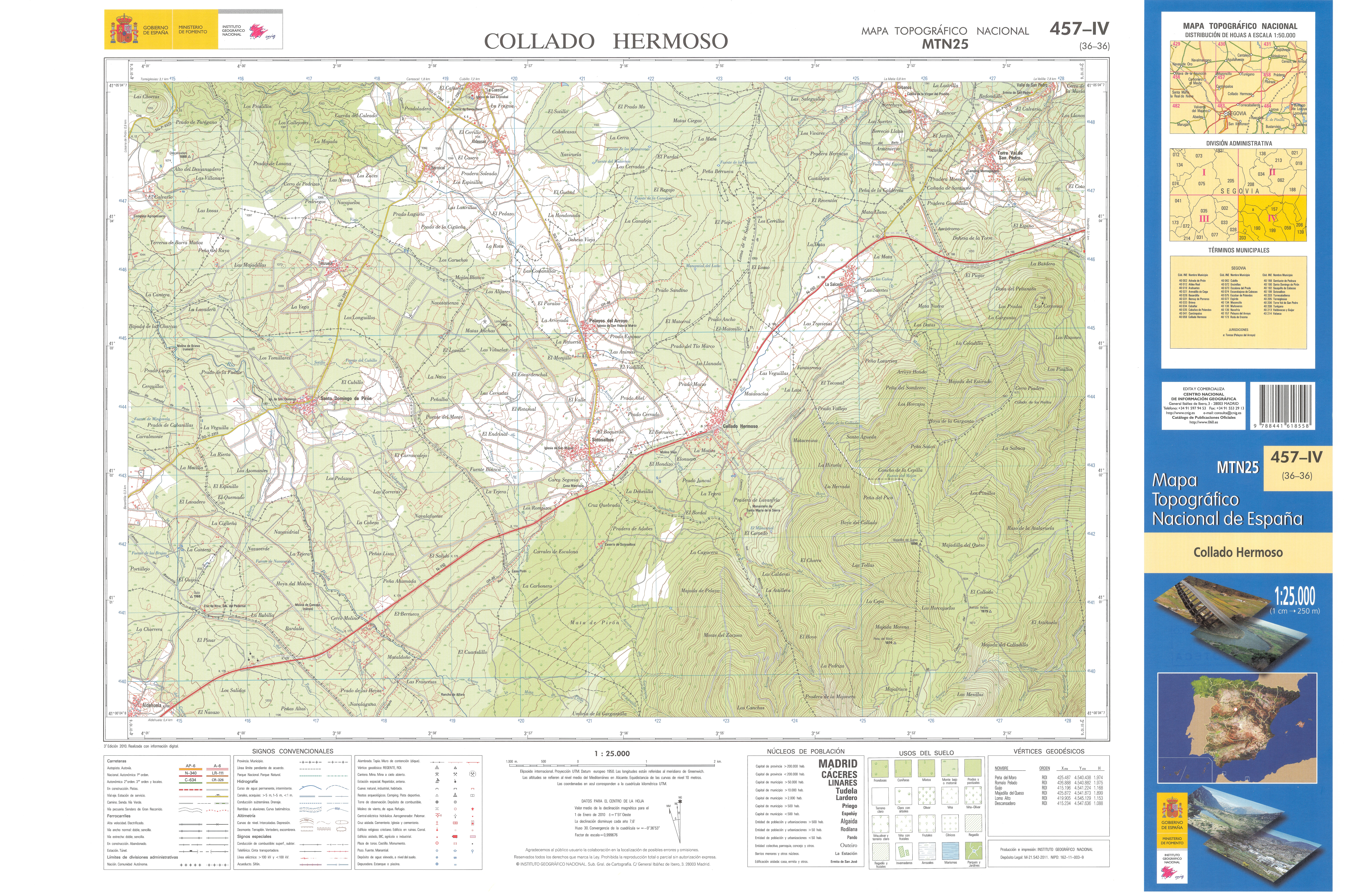
Fragmento de la hoja 457 del Mapa Topográfico Nacional de España de 2010 en el que se representa parte de Santo Domingo de Pirón

Integrado en la Comunidad de Ciudad y Tierra de Segovia, en concreto en el Sexmo de San Lorenzo, se sitúa a 18 km de la capital segoviana. El término municipal está atravesado por la carretera nacional N-110 entre los pK 175 y 176, además de por la carretera local SG-V-2362 que permite la comunicación con Cubillo y Basardilla. 
El relieve del municipio está definido por la ladera occidental del Macizo de Peñalara, perteneciente a la sierra de Guadarrama. Por el territorio discurre el río Pirón, afluente del Cega. La altitud oscila entre los 2129 m en el límite con la provincia de Madrid y los 1010 m a orillas del río Pirón. El pueblo se alza a 1072 m sobre el nivel del mar. 
| Noroeste: Brieva y Pelayos del Arroyo (exclave de Tenzuela) | Norte: Pelayos del Arroyo (exclave de Tenzuela) | Noreste: Sotosalbos                 |
| Oeste: Brieva y Basardilla                                  |                                                 | Este: Sotosalbos                    |
| Suroeste: Basardilla                                        | Sur: Basardilla                                 | Sureste: Alameda del Valle (Madrid) |

Por la localidad trascurre el Camino de San Frutos, en la segunda etapa de su itinerario habitual, aquí se vifurca en su recorrido por Caballar y en su recorrido por la Sierra.
En su término municipal se encuentra el despoblado de las Puertas, sobre el que se alzó el Rancho Alfaro, en el cruce de la Cañada Real Soriana Occidental y el camino que sube al puerto de Malagosto.

### Hidrografía

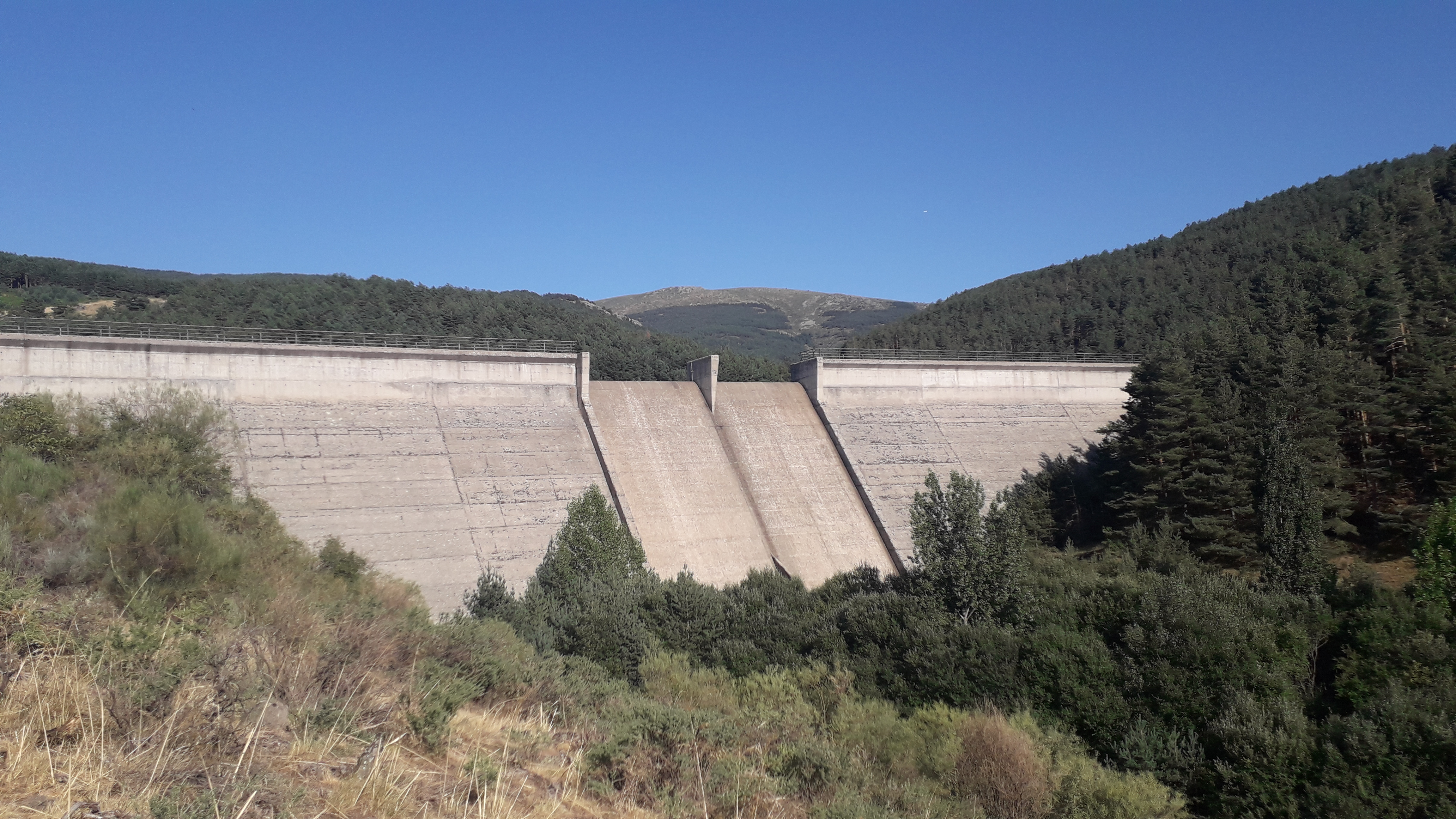
Presa del río Pirón

El término municipal es atravesado por el río Pirón desde casi su nacimiento en el colindante municipio de Sotosalbos. Tiene como afluentes en el término municipal de Santo Domingo de Pirón los arroyos de Majada del Hidalgo, del Pastizal, de las Corzas, de Valmesado, del Gallinero y de Sotosalbos.[cita requerida]
En la sierra de Guadarrama entre este municipio y Basardilla está situado el embalse del Pirón que abastece a los municipios de la Mancomunidad Fuente del Mojón, incluido Santo Domingo.

## Demografía
Cuenta con una población de 51 habitantes (INE 2024).
| Gráfica de evolución demográfica de Santo Domingo de Pirón entre 1828 y 2021 |
| |
| Población según el Diccionario geográfico-estadístico de España y Portugal de Sebastián Miñano. Población de derecho según los censos de población del INE. Población de hecho según los censos de población del INE. |

## Comunicaciones

### Autobuses

Plano Metropolitano Segovia donde aparecen las líneas a su paso por Santo Domingo de Pirón

Santo Domingo de Pirón forma parte de la red de transporte Metropolitano de Segovia que va recorriendo los distintos pueblos de la provincia; para en Santo Domingo de Pirón cada hora y media 2 veces el día laborable, 1 los sábados y actualmente ninguna los domingos.
| Línea | Trayecto                                                                                              |
| ----- | --- |
| M5    | Santo Domingo de Pirón - Segovia (por Bellavista, Tizneros, Espirdo, La Higuera, Brieva y Basardilla) |

## Administración y política
Lista de alcaldes
| Periodo   | Nombre                         | Partido       |
| --------- | ------------------------------ | ------------- |
| 1979-1983 | Juan Barrio Olmos              | UCD           |
| 1983-1987 | Ángel Robledo Isabel           | Independiente |
| 1987-1991 | Juan Barrios Olmos             | PDP           |

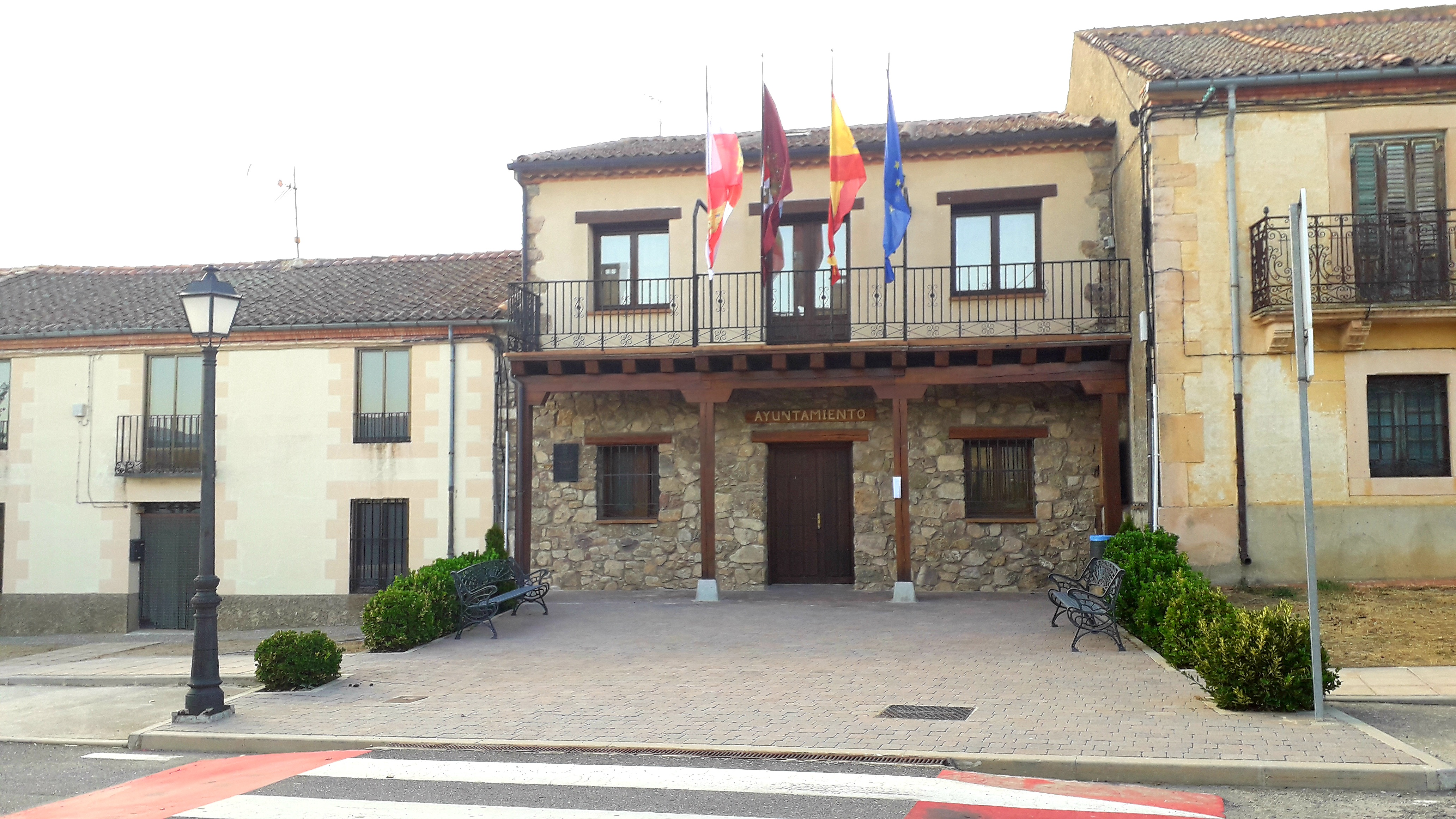
Casa consistorial, sede del ayuntamiento

| 1991-1995 | Inocencio Robledo Isabel       | PP            |
| 1995-1999 | Juan Barrios Olmos             | GI            |
| 1999-2003 | Tomás Ignacio Redondo Sanz     | PSOE          |
| 2003-2007 | Domingo Requero Martín         | PP            |
| 2007-2011 | Domingo Requero Martín         | PP            |
| 2011-2015 | Domingo Requero Martín         | PP            |
| 2015-2019 | Domingo Requero Martín         | PP            |
| 2019-2023 | José Ignacio Cristóbal Requero | PP            |
| 2023-act. | José Ignacio Cristóbal Requero | PP            |

## Patrimonio

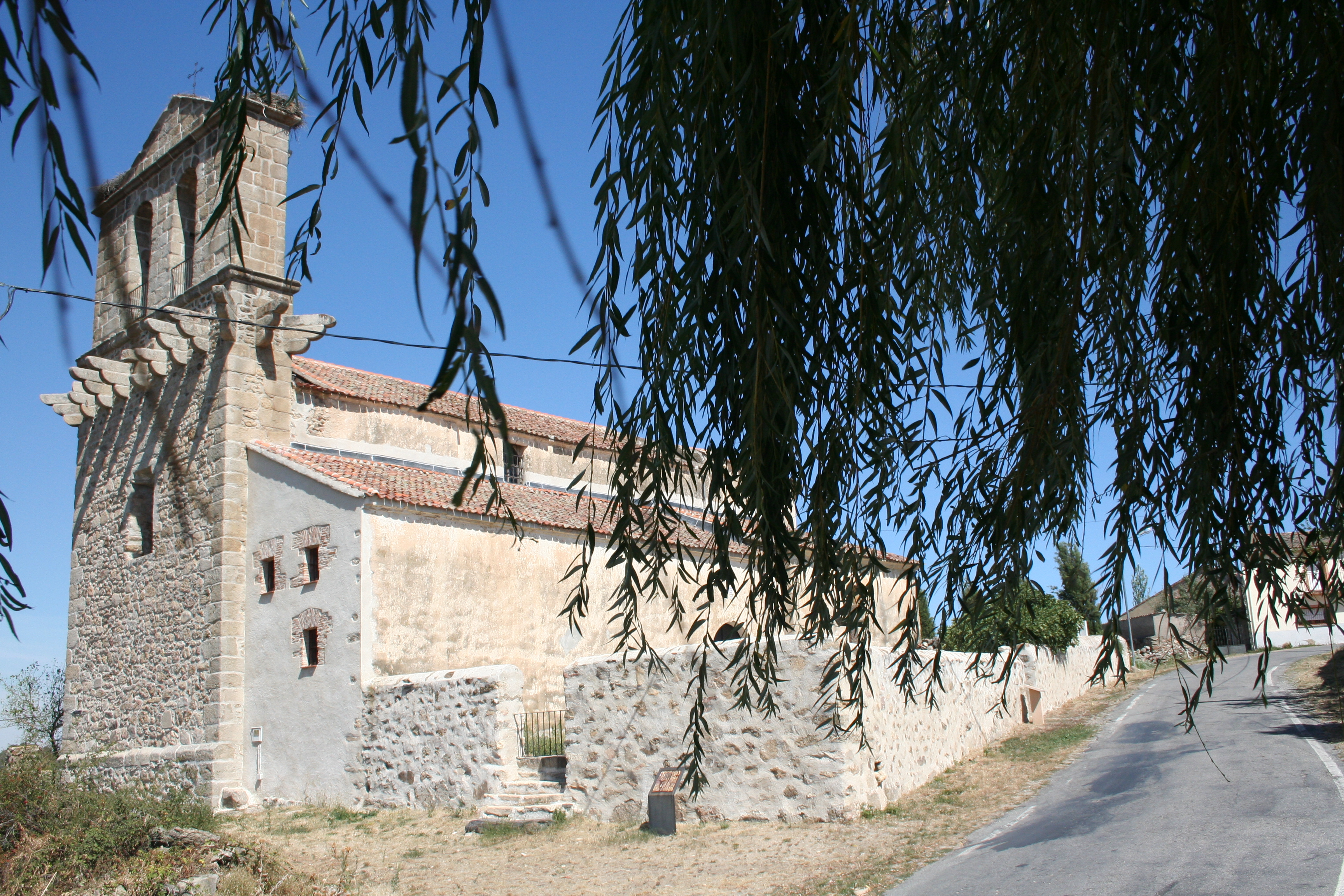
Iglesia de Santo Domingo

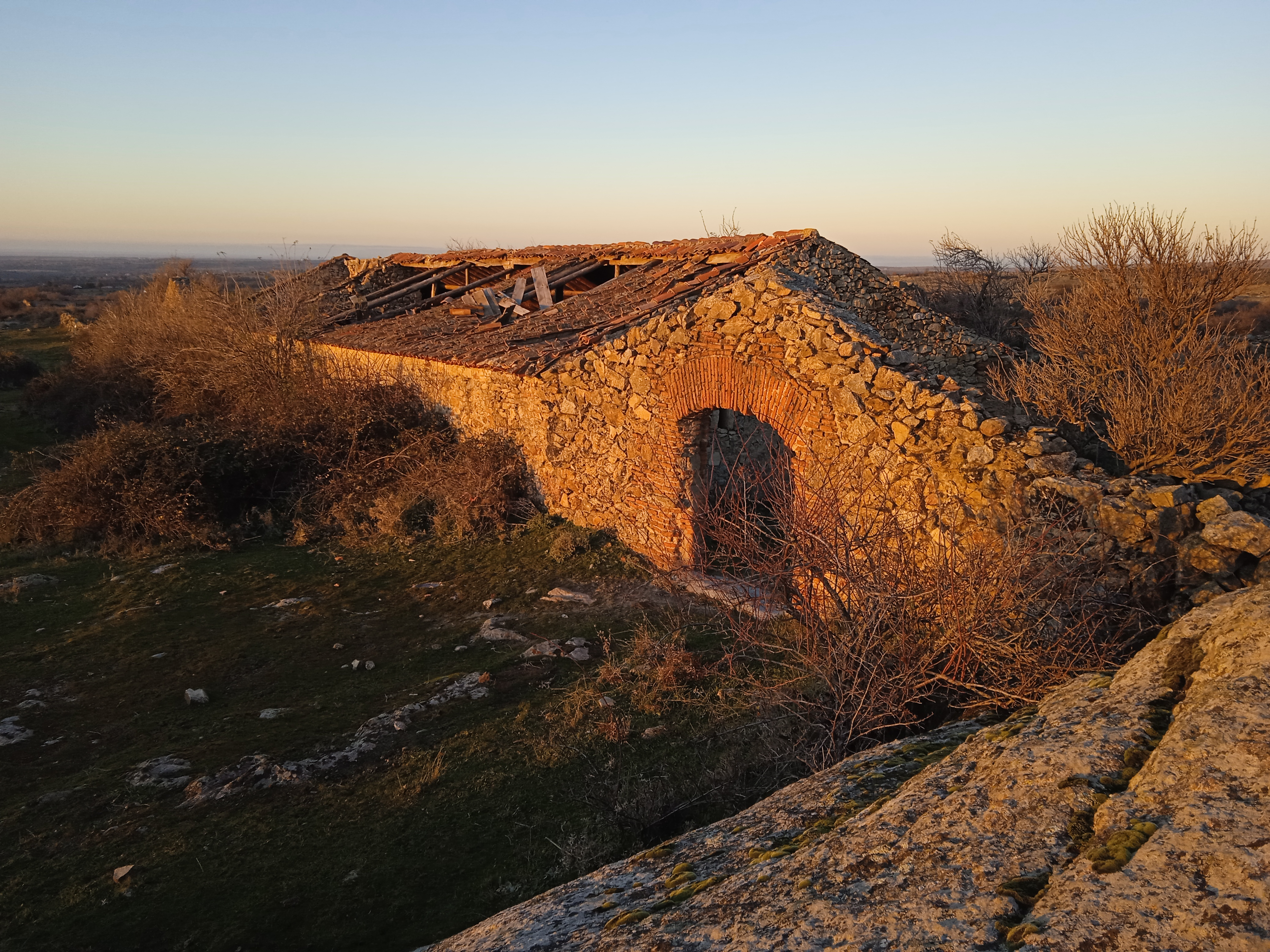
Rancho de Alfaro o de las Puertas

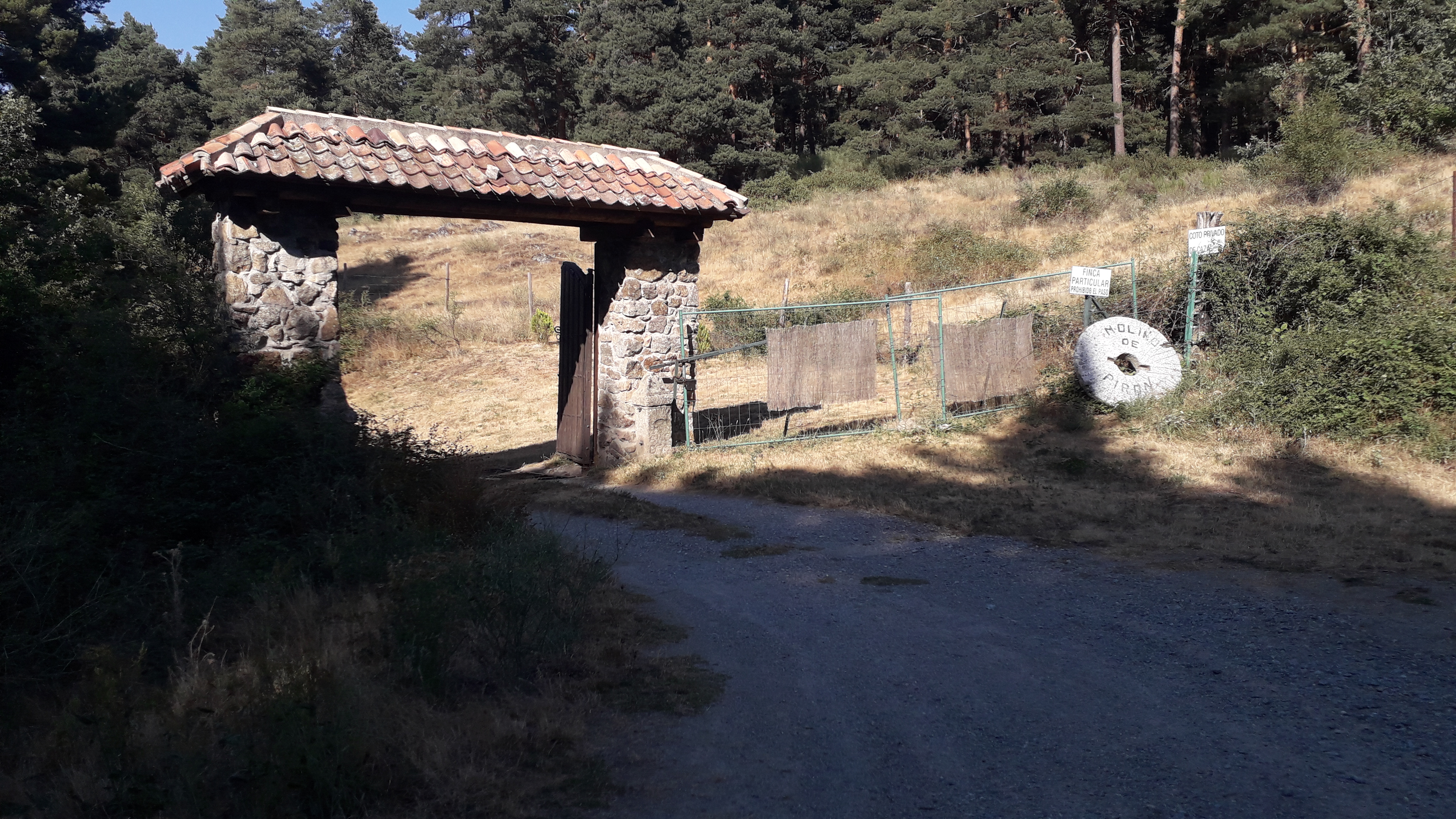
Acceso al Molino del Pirón desde la carretera del puerto de Malangosto

- Iglesia parroquial de Santo Domingo de Silos, con una cabecera semicircular de época románica y conserva los canecillos (cabezas de las vigas) escultóricos de la cornisa. También está perfectamente conservada su espadaña (campanario de una sola pared con huecos abiertos para colocar las campañas), donde no puede faltar su nido de cigüeñas;
- Esquileo-lavadero de Rancho Alfaro, se trata de uno de los restos de esquileos más importantes de la provincia. El Rancho Alfaro fue mandado construir por José Alfaro sobre la localidad decadente de las Puertas, en torno a 1750. Entró a formar parte el 2 de julio de 2024 de la Lista roja de patrimonio en peligro por riesgo de desaparición y olvido institucional;[10]
- Antiguo molino de piedra;
- Potro de herrar;
- Fachadas con diferentes tipos de esgrafiados;[11]
- Fragua;
- Molino de piedra;
- Fuente con arco de piedra;
- Pilón del Pocillo;
- Mata del Pirón;
- Embalse de Aprisqueras o embalse del río Pirón.[12]

## Cultura

### Fiestas
- San Isidro: 15 de mayo;
- San Antonio: el 13 de junio;
- San Roque: entre el 10 y el 15 de agosto;
- La Virgen del Rosario: en octubre;
- Santo Domingo de Silos: el 20 de diciembre.

### Leyendas
Leyenda del Tuerto de Pirón

Fernando Delgado Sanz, más conocido como El Tuerto de Pirón fue un bandolero nacido en 1846 al igual que uno de sus compañeros, Aquilino Benito Pérez en Santo Domingo de Pirón. Robaba a los ricos, asaltaba iglesias y caminos, actuó principalmente en la sierra de Guadarrama y la en cuenca del Río Pirón aunque son famosas sus historias por toda la provincia de Segovia y parte de la Madrid. Según la historia en 1866 al volver a Santo Domingo de Pirón al finalizar el servicio militar su novia de Santo Domingo de Pirón con la que estaba prometido se había casado tras presiones familiares. Entonces decidió iniciar su carrera robando y humillando al padre de la que fue su novia que era cacique de la zona. En toda la zona se cantaba una copla que decía:
En Santo Domingo de Pirón en cada casa un ladrón; menos en casa del alcalde;  que lo son el hijo y el padre; y en la casa del alguacil; que lo es hasta el candil. 
Leyenda de Las Tres Hermanas
Esto era un rey que tenía tres hijas: la Virgen de Hornuez (Moral de Hornuez), la del Henar (Cuéllar) y la de Hontanares de Eresma a cada cual más guapa y que se querían tanto que no podían pasar sin verse. Sin embargo, cuando estaban juntas tampoco podían dejar de regañar entre ellas así que el padre, aburrido de oírlas andar a la graña a todas horas, buscaba el modo de poner remedio a tan desesperante situación. Y fue estando en esas cuando se le ocurrió construir tres casas en lo alto de tres cerros bastante alejados entre sí; cuando estuvieron construidas encerró en cada una de ellas a una de sus hijas, que así podían verse sin pelear. Los lugares elegidos fueron unos cerros de Espirdo, Basardilla y Collado Hermoso, donde están las ermitas de Veladíez, Pedernal y la Sierra.
Leyenda de la fantasma de Rancho Alfaro

Es conocida entre esta y las poblaciones del entorno la leyenda de la presencia de una fantasma hembra en el Rancho Alfaro, que desde tiempos pretéritos ronda por sus ruinas y en ocasiones se cruza con quién transita por ellas, siendo parte del folclore local la copla:
Por el rancho de Alfaro
dicen que anda
por los encerraderos

una fantasma